# Души лез Ајет
Души лез Ајет (фр. Douchy-lès-Ayette) насеље је и општина у североисточној Француској у региону Север-Па д Кале, у департману Па де Кале која припада префектури Арас.
По подацима из 2011. године у општини је живело 306 становника, а густина насељености је износила 55,64 становника/km². Општина се простире на површини од 5,5 km². Налази се на средњој надморској висини од 106 метара (максималној 147 m, а минималној 92 m).

## Демографија
| 1962. | 1968. | 1975. | 1982. | 1990. | 1999. | 2011. |
| ----- | ----- | ----- | ----- | ----- | ----- | ----- |
| 286   | 309   | 288   | 295   | 321   | 312   | 306   |

График промене броја становника у току последњих година